# Lino Toffolo
Lino Toffolo (Murano, Véneto, 31 de diciembre de 1934-ibídem, 18 de mayo de 2016) fue un actor, cantante, compositor, autor y presentador de televisión italiano. 
Nació en Murano (Venecia). Poco después de su debut se mudó a Milán, donde obtuvo sus primeros éxitos en el "Derby Club", interpretando al personaje del borracho que canta sus canciones en veneciano. Toffolo hizo su debut en el cine en 1968, en Chimera. Apareció en 24 títulos entre 1968 y 1978, incluyendo películas de Dino Risi, Mario Monicelli, Salvatore Samperi y Pasquale Festa Campanile; luego enfocó sus trabajos en el teatro y la televisión.
Su abigarrada carrera incluye tres álbumes de música y varios musicales individuales, de los cuales el más exitoso fue Johnny Bassotto. Toffolo escribió dos libros, A Ramengo y A Gratis, y es autor de dos obras de teatro, Gelati caldi y Fisimat. Murió de un infarto coronario en su hogar de Murano a los 81 años de edad.